# Aedes cyprioides
Aedes cyprioides är en tvåvingeart som beskrevs av Sergei N. Danilov och Stupin 1982. Aedes cyprioides ingår i släktet Aedes och familjen stickmyggor. Inga underarter finns listade i Catalogue of Life.